# Авъл Вергиний (трибун 461 пр.н.е.)
Вижте пояснителната страница за други личности с името Авъл Вергиний.
Авъл Вергиний (на латински: Aulus Verginius) е политик на Римската република и пет пъти народен трибун от 461 пр.н.е. до 457 пр.н.е. Произлиза от фамилията Вергинии.
През 461 пр.н.е. Авъл Вергиний е народен трибун заедно с Марк Волский Фиктор. Тази година Авъл дава на съд младия Кезо Квинкций, син на Луций Квинкций Цинцинат, който е противник на плебеите и често гони народните трибуни от форума.
През 460 пр.н.е., 459 пр.н.е., 458 пр.н.е. и 457 пр.н.е. той е отново народен трибун заедно със същия колега Марк Волский Фиктор (M. Volscius Fictor). Вергиний и Волский дават през 457 пр.н.е. заявка, числото на трибуните да се увеличи на 10.  Това става едва и само през 449 пр.н.е.